# Список игровых кинофильмов СССР (1950)
Список завершённых советских игровых полнометражных и короткометражных фильмов 1950 года производства, снятых для коммерческого проката. В списке отсутствуют неигровые и мультипликационные кинофильмы, а также телефильмы и учебные фильмы, не выходившие в прокат.

## Список фильмов
Все фильмы звуковые, обычного формата, односерийные.
| Название (Альтернативное название) | Киностудия                 | Республика          | Цвет  | Частей | Метраж | Выход в прокат  | Режиссёр                                    | Жанр        | Примечание                            |               |
| ---------------------------------- | -------------------------- | ------------------- | ----- | ------ | ------ | --------------- | ------------------------------------------- | ----------- | ------------------------------------- | ------------- |
| В мирные дни                       | Киевская киностудия        | УССР                | цв.   | 10     | 2646   | 16 апреля 1951  | Браун Владимир                              | драма       |                                       | [ 1 ]         |
| В степи                            | Киностудия им. М. Горького | РСФСР               | цв.   | 5      | 1203   | 23 марта 1951   | Бунеев Борис, Ульянцев А.                   | детский     |                                       | [ 2 ]         |
| Великая сила                       | Ленфильм                   | РСФСР               | ч.-б. | 11     | 2890   | 23 октября 1950 | Эрмлер Фридрих                              | драма       |                                       | [ 3 ]         |
| Весна в Сакене                     | Тбилисская киностудия      | Грузинская ССР      | ч.-б. | 9      | 2535   | 16 января 1951  | Санишвили Николай                           | драма       |                                       | [ 4 ]         |
| Далеко от Москвы                   | Мосфильм                   | РСФСР               | цв.   | 12     | 3038,1 | 19 декабря 1950 | Столпер Александр                           | драма       |                                       | [ 5 ]         |
| Донецкие шахтёры                   | Киностудия им. М. Горького | РСФСР               | цв.   | 11     | 2959   | 16 мая 1951     | Луков Леонид                                | драма       |                                       | [ 6 ]         |
| Жуковский                          | Мосфильм                   | РСФСР               | цв.   | 9      | 2474   | 13 июля 1950    | Пудовкин Всеволод, Васильев Дмитрий         | биография   |                                       | [ 7 ]         |
| Заговор обречённых                 | Мосфильм                   | РСФСР               | цв.   | 11     | 2828   | 26 июня 1950    | Калатозов Михаил                            | драма       |                                       | [ 8 ]         |
| Кавалер Золотой звезды             | Мосфильм                   | РСФСР               | цв.   | 12     | 3237   | 9 июля 1951     | Райзман Юлий                                | драма       |                                       | [ 9 ]         |
| Мусоргский                         | Ленфильм                   | РСФСР               | цв.   | 12     | 3296   | 27 ноября 1950  | Рошаль Григорий                             | биография   |                                       | [ 10 ]        |
| Огни Баку                          | Бакинская киностудия       | Азербайджанская ССР | ч.-б. | 10     | 2571   | 16 февраля 1958 | Зархи Александр, Хейфиц Иосиф, Тахмасиб Рза | драма       | Не был своевременно выпущен в прокат. | [ 11 ] [ 12 ] |
| Секретная миссия                   | Мосфильм                   | РСФСР               | ч.-б. | 11     | 2861   | 21 августа 1950 | Ромм Михаил                                 | приключения |                                       | [ 13 ]        |
| Смелые люди                        | Мосфильм                   | РСФСР               | цв.   | 11     | 2840   | 7 сентября 1950 | Юдин Константин                             | приключения |                                       | [ 14 ]        |
| Щедрое лето                        | Киевская киностудия        | УССР                | цв.   | 9      | 2389   | 8 марта 1951    | Барнет Борис                                | комедия     |                                       | [ 15 ]        |

### Комментарии
1. ↑  В аннотированном каталоге «Советские художественные фильмы» указан 1949 год производства, но в титрах фильма — 1950.